# 파키스탄의 지리

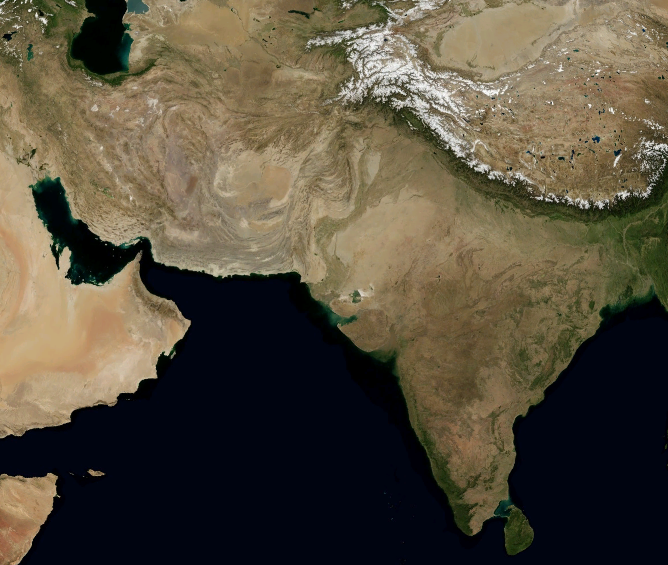

파키스탄은 중앙의 대부분이 인더스강의 충적평야로 하류지역은 신드 지방이라고 불리는 사막지역이다.중류·상류 일대는 펀자브(다섯 개의 강) 지방이라고 불리어, 인더스강 본류 외에 젤룸·체나브·라비·베아스·수틀레지 등 다섯 개의 지류가 흘러 밀·콩 등의 곡창이 되어 있다. 인도를 제외한 다른 나라들과의 접경지대는 힌두쿠시·술라이만 등의 산맥 및 발루치스탄 고원으로 이루어진다. 인도와의 국경지대는 대부분이 불모의 타르 사막이다. 파키스탄의 카라치 근처에 연평균 기온과 강우량은 각각 25.8㎜와 204㎜이다.

## 같이 보기
- 파키스탄의 기후